# Lenore Kight
Lenore Kight, född 26 september 1911 i Frostburg, död 9 februari 2000 i Cincinnati, var en amerikansk simmare.
Kight blev olympisk silvermedaljör på 400 meter frisim vid sommarspelen 1932 i Los Angeles.